# Liste von Sakralbauten in Salzgitter
Die Liste von Sakralbauten in Salzgitter umfasst jetzige und ehemalige Kirchengebäude und andere Sakralbauten in der Stadt Salzgitter.

## Geschichte der Kirche in Salzgitter
Gräberfunde aus der Umgebung Salzgitters, die auf die der vorkarolingische Zeit datiert werden, deuten darauf hin, dass schon in dieser Zeit Christen im Raum um Salzgitter gelebt hatten. Im Jahre 737 erhielt Bonifatius den päpstlichen Auftrag, die Völker nördlich der Alpen zum christlichen Glauben zu bekehren. Sein Schüler Sturmius gründete zu diesem Zweck im Jahr 744 das Kloster Fulda und begann von hier aus mit der Missionierung des Sachsenlandes. Viele Gebietsübertragungen, mit denen die Schenkenden sich ihr Seelenheil sichern wollten, stammen aus dieser Region, so sind Schenkungen aus Beddingen, Drütte, Engelnstedt, Flachstöckheim, Gitter, Hallendorf und Thiede an das Fuldaer Kloster belegt. Die große Taufperiode begann 778 mit einer Massentaufe an der Okerfurt bei Ohrum. Im Verlauf der nächsten zehn Jahre wurden das ganze Sachsenland christianisiert. Die Missionsaufgabe Fuldas endete mit der Gründung des Bistums Hildesheim im Jahre 815 durch Ludwig den Frommen.
Das Bistum wurde zur Verwaltung in Archidiakonate eingeteilt, Ende des 12. Jahrhunderts gab es 41 solcher Verwaltungssitze, von denen aus die Gerichtsbarkeit der Kirche ausgeübt wurde und die Visitation der Kirchen und Klöster erfolgte. Im Gebiet des heutigen Salzgitter waren die Kirchen von Barum, Ringelheim und Gitter (etwa 1530 durch das heutige Salzgitter-Bad abgelöst) Sitze eines Archidiakonats. In diesen Orten liegen auch die ältesten Pfarrkirchen der Region.
Zwischen 1523 und 1643 gehörte das heutige Stadtgebiet nach der Hildesheimer Stiftsfehde zum Fürstentum Braunschweig-Wolfenbüttel. Als eine Folge des Schmalkaldischen Krieges wurde hier 1542 zum ersten Male die Reformation eingeführt. Als 1547 Herzog Heinrich der Jüngere wieder in sein Herzogtum zurückkehren konnte, ordnete dieser die Rückkehr zum katholischen Glauben an. Erst sein Sohn Herzog Julius führte 1568 die Reformation endgültig ein. Auch nachdem 1643 das Bistum Hildesheim wieder einen großen Teil der 1523 verlorenen Gebiete zurückerhielt, konnten die Einwohner ihren überwiegend evangelischen Glauben behalten.
Als Erstes gab es bereits 1833 im heutigen Salzgitter-Bad eine katholische Gemeinde, die zu der Zeit 300 Mitglieder zählte. Für diese wurde 1889 die St.-Marien-Kirche eingeweiht. Eine zweite katholische Gemeinde wurde in den 1920er Jahren in Thiede gegründet, die seit 1927 die St. Georg-Kapelle nutzen konnte. Mit der Gründung der Hermann-Göring-Werke im April 1937 und dem gleichzeitigen Aufbau des Erzbergbaus wuchs die Einwohnerzahl Salzgitters innerhalb kurzer Zeit von etwa 20.000 im Jahr 1933 auf über 100.000 im Jahr 1942. Damit nahm auch die Zahl der katholischen Einwohner zu, ihr Anteil an der Gesamtbevölkerung stieg bis auf 40 % an.
Aus der Zeit zwischen 1939 und 1945 stammt die Bezeichnung Salzgitters als „Stadt ohne Kirchen“. Damit waren nicht die in den Dörfern vorhandenen alten Kirchengebäude gemeint (bis auf eine Ausnahme hatte jedes Dorf eine eigene Kirche), sondern man bezog sich auf den Umstand, dass beim Aufbau der Stadt keine neuen Kirchenbauten vorgesehen waren. Für die Gläubigen bedeutete dies, dass sie ihre Gottesdienste in Gaststätten, Baracken oder Privaträumen abhalten mussten. Überdies waren auch die Seelsorger vielfachen Schikanen und Verboten ausgesetzt, die ihnen die Ausübung ihres Amtes erschwerten.
Nach Ende des Zweiten Weltkriegs wuchs die Bevölkerung durch den Zustrom von Flüchtlingen und Vertriebenen weiter. Im März 1950 meldeten die evangelische und die katholische Kirche zwecks Bereitstellung von Finanzmitteln ihre Bauabsichten an. Danach wollte die katholische Kirche fünf neue Kirchen in Lebenstedt, Salzgitter-Bad, Gebhardshagen und Thiede bauen. Die evangelische Kirche, die ja über Kirchenbauten in fast allen Stadtteilen verfügte, plante Neubauten in Lebenstedt und Salzgitter-Bad. Insgesamt wurden bis zum Ende der 1990er Jahre elf evangelische und zehn katholische Kirchen neu gebaut, von diesen wurden bis heute (Stand 2013) eine evangelische und zwei katholische Kirchen wieder geschlossen. Nach dem Krieg siedelten sich in Salzgitter auch andere christliche Glaubensgemeinschaften an, so z. B. die Zeugen Jehovas, Baptisten und die Neuapostolische Gemeinde. Auch gibt es in den Stadtteilen Salzgitter-Bad und Lebenstedt je eine Moschee.

## Bestehende Kirchengebäude
| Bild | Stadtteil       | Konfession                              | Name                                                       | Lage              | Kurzbeschreibung |
| ---- | --------------- | --------------------------------------- | ---------------------------------------------------------- | ----------------- | --- |
|      | Barum           | evangelisch-lutherisch                  | St.-Nikolai-Kirche                                         | 52.12095 10.4196  | Bauzeit unbekannt, Ersterwähnung 1147. Im Mittelalter Archidiakonat des Bistums Hildesheim, nach der Reformation Spezialsuperintendentur. Kirchturm ist wahrscheinlich Wehrturm aus 8./9. Jh., Kirchenschiff wurde später angebaut. Eingang an der Nordseite mit Vorhalle aus Fachwerk von 1677. Bei der Renovierung Anfang der 1970er Jahre wurden die Seitenemporen entfernt, die Orgel wurde auf der Westempore aufgestellt. |
|      | Beddingen       | evangelisch-lutherisch                  | St.-Petri-Kirche                                           | 52.18392 10.41939 | Ersterwähnung eines Pfarrers im Ort von 1273. Bauzeit der ersten Kirche ist unbekannt, 1593/94 Neubau des Turms. Das Kirchenschiff wurde im Dreißigjährigen Krieg zerstört und danach etwas kleiner wieder aufgebaut. |
|      | Beinum          | evangelisch-lutherisch                  | Dorfkirche                                                 | 52.0737 10.41377  | Der Vorgängerbau war eine romanische Wehrkirche aus Feldsteinen aus dem 10.–13. Jahrhundert. Dieser wurde 1889 wegen Baufälligkeit abgerissen und ein Neubau im neugotischen Stil errichtet. Dessen Außenwände bestehen aus Sandstein aus der Gegend von Lutter am Barenberge. Das Kirchenschiff ist freitragend, der Turm 37 m hoch, beide sind mit Schiefer gedeckt. Die Einweihung fand am 9. August 1891 statt. |
|      | Bleckenstedt    | evangelisch-lutherisch                  | Christuskirche                                             | 52.17659 10.40552 | Ersterwähnung einer Kirche ist von 1235, das Baujahr des Kirchengebäudes ist unbekannt. Die Altarwand stammt von 1748. Die älteste Kirchenglocke trägt die Jahreszahl 1574 und stammt aus dem holländischen Kloster St. Peter in Gent. |
|      | Bruchmachtersen | evangelisch-lutherisch                  | Dorfkirche                                                 | 52.1392 10.3137   | Ersterwähnung der Kirche 1182, das Baujahr ist unbekannt. Kirchenschiff und Chor sind quadratisch, der Chorraum wurde später angefügt. 1650 erhielt das Kirchenschiff größere Fenster. Das Zifferblatt der Turmuhr mit nur einem Zeiger ist ebenfalls von 1650. Der Turm wurde 1829 zum Teil abgetragen und in das Kirchenschiff integriert, die Glocken sind im Dachreiter über dem alten Turm aufgehängt. |
|      | Bruchmachtersen | Zeugen Jehovas                          | Königreichssaal                                            | 52.14056 10.31525 | Die Gemeinde entstand aus Teilung der Lebenstedter Gemeinde, nachdem diese zu groß geworden war. Der Königreichssaal wurde 1982 bis 1983 gebaut. |
|      | Calbecht        | evangelisch-lutherisch                  | St.-Petrus-Kirche                                          | 52.08997 10.3815  | Ersterwähnung der Kirche 1548. Der Vorgängerbau wurde wegen Baufälligkeit 1803 abgerissen und 1803–1805 durch heutige Kirche ersetzt. Der Kirchturm, ein Wehrturm aus dem Mittelalter, blieb erhalten, wurde innen aber umgestaltet. |
|      | Drütte          | evangelisch-lutherisch                  | Michaelis-Kirche                                           | 52.15286 10.44612 | Ein erster Kirchenbau (Bauzeit unbekannt) wurde 1797 abgerissen und auf dessen Fundamenten wurde 1799–1803 die heutige Kirche errichtet. Da die Mittel nicht reichten, wurde anstelle eines Kirchturms nur ein Dachreiter für die Kirchenglocke errichtet. Glocke und Kirchenuhr wurden in den Neubau übernommen. |
|      | Engelnstedt     | evangelisch-lutherisch                  | St. Cosmas & Damian Kirche                                 | 52.17078 10.35703 | Der im romanischen Stil gehaltene Bruchsteinbau wurde etwa 1313 erbaut. Die Kirche ist im Besitz des wohl ältesten Abendmahlkelches im Raum Braunschweig aus der Mitte des 13. Jh. Die ältere der beiden Glocken wurde 1635 gegossen, der hölzerne Barockaltar ist von 1737. Die Kirche wurde am 17. Juni 2007 auf den Namen „Cosmas & Damian“ getauft. |
|      | Engerode        | evangelisch-lutherisch                  | St.-Marien-Kirche                                          | 52.08829 10.37204 | Alte Wallfahrtskirche, 1236 als Kapelle eines Klosters erbaut. Bekannt, durch ihre gotischen Gewölbe- und Wandmalereien, die Stationen aus dem Leben Christi darstellen. Das Gebäude besteht aus dem ehemaligen Wohnturm (heute Glockenturm) und zwei kleineren Chorquadraten. Das Ziel der damaligen Wallfahrt, eine Marienstatue von 1236, wurde 1744 verlegt und ist heute verschollen. |
|      | Flachstöckheim  | evangelisch-lutherisch                  | Dorfkirche                                                 | 52.08633 10.4426  | Eine erste Kirche hat vermutlich auf dem Walhof des Dorfes gestanden, bei der der Bergfried als Fundament des Kirchturmes diente. Anfang des 18. Jahrhunderts wurde auf den alten Fundamenten die heutige Kirche aus den Bruchsteinen der alten Wehranlage erbaut. Kirchturm und Seitenanbau sind in Fachwerk errichtet. |
|      | Gebhardshagen   | evangelisch-lutherisch                  | Heilig-Kreuz-Kirche                                        | 52.10856 10.3472  | Vorläufer einer zweiten Pfarrstelle in Gebhardshagen seit 1947. Baubeginn Oktober 1960, Einweihung Dezember 1961. Der Glockenturm wurde 1966 fertiggestellt. Die Kirche ähnelt einem Zeltbau und enthält im Erdgeschoss Gemeinderäume, die eigentliche Kirche ist im zeltähnlichen Obergeschoss. |
|      | Gebhardshagen   | evangelisch-lutherisch                  | St.-Nicolai-Kirche                                         | 52.10553 10.35865 | Hölzernen Vorgängerbau von 1410. Bau der jetzigen Kirche 1614 bis 1619 durch Herzogin Anna-Sophia von Braunschweig-Wolfenbüttel. Der Kirchturm wurde nach Zerstörung 1791 erst 1809/11 erneuert. Zwischen 1860 und 1864 wurde das Querschiff durch einen Anbau erweitert. |
|      | Gebhardshagen   | römisch-katholisch                      | St.-Gabriel-Kirche                                         | 52.11114 10.34776 | Seit 1941 eigenständige katholische Vikarie, Gottesdienste anfänglich in einer Gaststätte, nach dem Krieg in der Schule. Die Kirche wurde im Dezember 1953 eingeweiht, der durch die Gemeinde finanzierte Glockenturm 1982 fertiggestellt. |
|      | Gitter          | evangelisch-lutherisch                  | Christuskirche                                             | 52.03627 10.34999 | Vorgängerbau war die „Georgskirche“, eine Wehrkirche aus dem 12. Jahrhundert. Gitter war damals Sitz eines Archidiakonats, das im 16. Jh. ins heutige Salzgitter-Bad verlegt wurde. 1844–1846 Neubau der heutigen Kirche an gleicher Stelle. 1996 Taufe auf den Namen „Christuskirche“. |
|      | Groß Mahner     | evangelisch-lutherisch                  | Dorfkirche                                                 | 52.0502 10.4089   | Ersterwähnung einer Kirche 1239, das Baujahr der ersten Kirche ist jedoch unbekannt. Die heutige im neuromanischen Stil gehaltene Kirche wurde im Dezember 1893 nach nur sechs Monaten Bauzeit fertiggestellt, sie bot damals 350 Plätze. |
|      | Hallendorf      | evangelisch-lutherisch                  | Dorfkirche                                                 | 52.15556 10.38015 | Baujahr der Kirche unbekannt. 1305 wurde erstmals ein „Leutpriester“ in Hallendorf erwähnt. Im Schmalkaldischen Krieg zwischen 1542 und 1547 wurde die Kirche teilweise zerstört. Wegen Baufälligkeit Neubau des Turmes 1798–1802 und Erweiterung der Kirche, seitdem ist das Gebäude im Wesentlichen unverändert. |
|      | Hallendorf      | römisch-katholisch                      | Heilig-Geist-Kirche                                        | 52.15464 10.37786 | Eine Katholische Gemeinde in Hallendorf gibt es seit 1940. Erste Gottesdienste fanden in der ev. Kirche in Watenstedt statt. Seit 1945 wurde ein Raum einer ehemaligen Baracke genutzt, der 1948 als Kapelle „Maria, Königin des hl. Rosenkanzes“ benediziert wurde. Ein neues Pfarrhaus wurde 1955 gebaut, Pfingsten 1962 wurde die neue Heilig-Geist-Kirche geweiht. |
|      | Heerte          | evangelisch-lutherisch                  | St.-Petri-Kirche                                           | 52.12581 10.38851 | Bis Anfang 16. Jh. gab es nur eine Kirche im benachbarten Kirchheerte. Danach Neubau im heutigen Heerte, der 1542 erstmals erwähnt wird. Das Kirchenschiff wurde 1945 zerbombt und 1953–1954 neu aufgebaut. Der heute noch erhaltene romanische Turm, ein ehemaliger Wehrturm des Ritterhofes von Heerte, war weitgehend unversehrt geblieben. |
|      | Immendorf       | evangelisch-lutherisch                  | St.-Johannes-Kirche                                        | 52.14565 10.44521 | Erstbau um 1100. Neubau/Erweiterung um 1740, inwieweit dabei Teile der ersten Kirche erhalten blieben, ist unbekannt. Die steinerne Altarplatte stammt aus der Zeit vor der Reformation. Die Glocke wurde 1707 gefertigt, die barocke Altarwand ist von 1740. Die Kirche erhielt 1965 den Namen „St.-Johannes-Kirche“. |
|      | Lebenstedt      | evangelisch-lutherisch                  | Friedenskirche                                             | 52.14229 10.30392 | Gründung der Kirchengemeinde Oktober 1964. Anfangs Nutzung des Filmraums der „Grundschule Am Fredenberg“ als Gemeinderaum und der Maximilian-Kolbe-Kirche. 1968 entstand der Kindergarten, danach Jugendzentrum und Pfarramt. Baubeginn für die Kirche war im Dezember 1986, eingeweiht wurde die Kirche im Juni 1988. Anstelle eines Kirchturm wurde auf dem Dach ein kleiner Turm mit Kreuz aufgestellt, wegen der Lage in einem Wohngebiet mit vielen Schichtarbeitern wurde auf Kirchenglocken verzichtet. |
|      | Lebenstedt      | evangelisch-lutherisch                  | Gemeindezentrum St.-Markus-Kirchengemeinde                 | 52.15773 10.31347 | Gründung der Kirchengemeinde im Juli 1962. Anfänglich Nutzung der Räumlichkeiten der St.-Andreas-Gemeinde. Ein erster eigenständiger Gottesdienst fand Ostern 1967 in der Ulmenried-Schule statt. Ein eigenes Gemeindezentrum mit Gemeindehaus und Kindergarten wurde 1972/73 fertiggestellt. |
|      | Lebenstedt      | evangelisch-lutherisch                  | Martin-Luther-Kirche                                       | 52.16363 10.33562 | Die Kirchengemeinde wurde 1953 gegründet. Anfänglich wurde ein Gemeindehaus des früheren 2. Pfarrbezirks von Lebenstedt genutzt. An dieses wurde 1954–56 als erster ev. Kirchenbau in Lebenstedt nach dem Krieg die heutige Kirche angebaut und im Mai 1956 geweiht. Das Gebäude ist eine Stahlbetonkonstruktion, der Grundriss der Kirche bildet ein Trapez. Die Kirche verfügt über die größte Orgel in der Stadt Salzgitter. |
|      | Lebenstedt      | evangelisch-lutherisch                  | St.-Andreas-Kirche                                         | 52.15201 10.32445 | Älteste Kirche von Lebenstedt. Erstbau etwa 14. Jh. Wurde April 1857 wegen Baufälligkeit abgerissen. Der Neubau wurde im August 1859 geweiht. Kriegsschäden an Dach und den Fenstern wurden 1949 repariert, der Innenraum erhielt 1968 seine heutige Form. |
|      | Lebenstedt      | evangelisch-lutherisch                  | St.-Johannes-Kirche                                        | 52.14803 10.33504 | Die St. Johannes Gemeinde ging 1955 aus einem Teil der St.-Andreas-Gemeinde hervor. Baubeginn 1954, im September 1956 wurde die Kirche geweiht. Das Gebäude wurde aus vorgefertigten Montageteilen gebaut. Charakteristisch ist die in Form einer Parabel gestaltete Wölbung der Stirnseite und des Innenraums, die symbolhaft für die sich öffnenden Hände Gottes stehen. |
|      | Lebenstedt      | evangelisch-lutherisch                  | St.-Lukas-Kirche                                           | 52.17321 10.33683 | Die Kirchengemeinde wurde 1966 gegründet, die Gottesdienste fanden zunächst in der Aula der „Grundschule am Kranichdamm“ statt. Ein Kindergarten wurde 1969 fertiggestellt, das Gemeindehaus 1971. Das Kirchengebäude wurde 1992–1993 errichtet. |
|      | Lebenstedt      | evangelisch-lutherisch                  | St.-Paulus-Kirche                                          | 52.16159 10.32369 | Die Gemeinde wurde zum 1. Januar 1960 selbständig. Pfarrhaus und Gemeindehaus wurden 1960 eingeweiht. Die Kirche wurde 1961–1963 erbaut. Der quadratische Kirchenbau wird von einem aus Stahlbeton gefertigten Faltdach gedeckt. Der Kirchturm steht neben dem Gebäude auf dem Fußweg. |
|      | Lebenstedt      | frei-evangelisch                        | Freie evangelische Gemeinde                                | 52.15821 10.31718 | Die Gemeinde gehört dem „Bund Freier evangelischer Gemeinden“ an und wurde 1978 gegründet. Das Gemeindezentrum liegt an der Straße „Am Riesentrapp“. |
|      | Lebenstedt      | Gemeinde Gottes                         | Kapelle der Gemeinde Gottes                                | 52.15318 10.34118 | Die Gemeinde wurde Ende der 1940er Jahre in Groß Heere gegründet, Gottesdienste fanden in Privatwohnungen statt. 1968 Umzug nach Lebenstedt. Dort wurde 1971 an der Konrad-Adenauer-Straße ein geeignetes Haus erworben und zu einem Gemeindezentrum umgebaut. |
|      | Lebenstedt      | evangelisch-lutherisch                  | Ev.-Lutherischer Evangelisations- und Gebetsverein         | 52.15402 10.33973 | Ehemals ev. luth. Landeskirche von Litauen. 1941 Umsiedlung der in Litauen lebenden Deutschen nach Salzgitter. Seit 1947 Gottesdienste in Lebenstedt. Seit 1961 Gemeindehaus in der Marienbruchstraße. Heute Gastgemeinde der Ev.-Luth. Gebetsgemeinschaft e.V. in der ev. Landeskirche. |
|      | Lebenstedt      | Freikirchliche Evangelismus-Gemeinde    | Freikirchliche Evangelismus-Gemeinde                       | 52.14817 10.34631 | |
|      | Lebenstedt      | pfingstlich                             | Christengemeinde „Elim“                                    | 52.16327 10.33982 | Erste Treffen 1946 in einem Raum in der Lichtenberger Straße, danach wechselnde Treffpunkte. Kauf eines Grundstücks 1958, Oktober 1960 Einweihung des neuen Versammlungssaales mit einer Kapelle, die etwa 100 Sitzplätze bietet. |
|      | Lebenstedt      | adventistisch                           | Adventhaus                                                 | 52.17333 10.34477 | |
|      | Lebenstedt      | Islamische Gemeinde                     | Moschee der Türkischen Islamischen Gemeinde (DITIB)        | 52.16567 10.35006 | |
|      | Lebenstedt      | neuapostolisch                          | Neuapostolische Kirche                                     | 52.15811 10.32369 | Die Gemeinde gründete sich 1939, die Treffen fanden anfangs in Privaträumen statt. Ab 1944 wurde ein Haus in Salder genutzt, ab Mai 1946 eine Baracke in Lebenstedt. Die heutige Kirche wurde im Februar 1959 geweiht. |
|      | Lebenstedt      | römisch-katholisch                      | St.-Joseph-Kirche                                          | 52.1656 10.32903  | Die Räumlichkeiten der Gemeinde waren ab 1941 zunächst in einer Baracke untergebracht. 1956/57 wurde die Kirche erbaut. |
|      | Lebenstedt      | römisch-katholisch                      | St.-Maximilian-Kolbe-Kirche                                | 52.14103 10.30517 | Seit 1967 nutzte die Fredenberger Maximilian-Kolbe-Gemeinde das Don-Bosco-Haus in Lichtenberg. Eine eigene Kirche für den Ortsteil Fredenberg konnte im Mai 1977 geweiht werden. Das Gebäude hat einen quadratischen Grundriss, ist verklinkert und mit einer Holzkonstruktion gedeckt. |
|      | Lebenstedt      | römisch-katholisch                      | St.-Michael-Kirche                                         | 52.14828 10.32694 | Die Kirchengemeinde wurde 1955 selbständig. Der Grundstein für diese erste katholische Kirche in Lebenstedt wurde im April 1953 gelegt, die Kirche wurde am 20. Dezember 1953 geweiht. Der Bau des 30 m hohen Kirchturms wurde im August 1983 begonnen und im November 1983 zusammen mit fünf Glocken geweiht. |
|      | Lebenstedt      | Rumänisch-Orthodoxe Kirche              | Kapelle „Auferstehung des Herren“                          | 52.15321 10.32524 | Die Gemeinde wurde im März 1976 gegründet. Die Kapelle und das Gemeindehaus wurden zwischen 1978 und 1981 erbaut. |
|      | Lebenstedt      | Russisch-Orthodoxe Kirche               | Russisch-Orthodoxe St. Nikolaus Kapelle                    | 52.15395 10.32494 | |
|      | Lebenstedt      | Zeugen Jehovas                          | Königreichssaal                                            | 52.16006 10.33477 | Erste Versammlungen fanden 1946 in Privaträumen statt, ab 1947 in einer Baracke der Schölkeschule und später in der Gaststätte „Heinemanns Höhe“. 1958/59 wurde der Lebenstedter Königreichssaal gebaut. |
|      | Lesse           | evangelisch-lutherisch                  | St. Peter und Paul Kirche                                  | 52.16135 10.25842 | Bauzeit eines Erstbaus aus Holz ist unbekannt, dieser wurde um 1200 durch einen Steinbau ersetzt. Dieser wurde 1796 wegen Baufälligkeit abgerissen und bis 1799 neu gebaut. Der untere Teil des Kirchturms blieb dabei erhalten, der obere Teil mit der sechsflächigen Turmhaube wurde erst 1868 vollendet. |
|      | Lichtenberg     | evangelisch-lutherisch                  | St.-Petrus-Kirche                                          | 52.12731 10.28696 | Lichtenberg wurde 1856 aus den Orten Ober- und Niederfreden gebildet. Die Niederfredener Kirche entstand um 1100, die von Oberfreden Ende des 12. Jahrhunderts. Bis 1552 gab es auch noch eine Kapelle auf der Burg Lichtenberg. Die Niederfredener Kirche wurde 1820 abgerissen und nicht wieder aufgebaut. Zwischen 1709 und 1715 wurde die Oberfredener Kirche umgebaut und erhielt ihre heutige Form. |
|      | Lichtenberg     | römisch-katholisch                      | St.-Johannes-Bosco-Kirche                                  | 52.1244 10.28999  | Der Klinkerbau wurde im Oktober 1967 eingeweiht. Der Altarraum ragt durch eine Dachpyramide mit einem vergoldeten Kreuz über den übrigen Bau hervor. Die Gemeinde gehört seit 1977 zur Maximilian-Kolbe-Gemeinde in Lebenstedt. Das Gebäude wird nicht mehr für regelmäßige Gottesdienste genutzt. Heute ist hier auch die katholische Jugend-Begegnungsstätte Don Bosco untergebracht. |
|      | Lobmachtersen   | evangelisch-lutherisch                  | Dorfkirche                                                 | 52.09831 10.42543 | Die erste Erwähnung eines Pfarrers ist von 1251. Über den ersten Kirchenbau ist nur bekannt, dass um 1542 ein neues Kirchenschiff an den alten Wehrturm angebaut wurde. Dieses wurde 1823 wegen Baufälligkeit abgerissen und neu gebaut, der Turm aus dem 15. Jh. blieb erhalten. |
|      | Ohlendorf       | evangelisch-lutherisch                  | Dorfkirche                                                 | 52.0615 10.44785  | Bau der ersten Kirche, einer Wehrkirche, um 1145. Zu Beginn des 19. Jh. war das Gebäude bereits baufällig, dieses wurde aber erst 1869 abgerissen. Der im neugotischen Stil gehaltene Backsteinbau wurde im Januar 1871 eingeweiht. |
|      | Osterlinde      | evangelisch-lutherisch                  | St.-Georg-Kirche                                           | 52.12951 10.24923 | Der Turm stammt aus Mitte des 15. Jahrhunderts. Das Kirchenschiff wurde wahrscheinlich im 16. Jahrhundert angebaut und laut Überlieferung erst 1782 fertiggestellt. Die Kirche wurde 1989 unter Denkmalschutz gestellt. |
|      | Reppner         | evangelisch-lutherisch                  | St.-Jacobi-Kirche                                          | 52.17454 10.308   | Ersterwähnung eines Pfarrers im Ort von 1220. Die Bauzeit der ersten Kirche, einer Wehrkirche, ist unbekannt, 1844 wurde das Kirchenschiff abgerissen und im Januar 1847 der Neubau eingeweiht. Die älteste Glocke der Kirche ist von 1637, eine Taufschale von 1684. |
|      | Ringelheim      | evangelisch-lutherisch                  | St.-Johannes-Baptista-Kirche                               | 52.03611 10.31147 | Ein erster Bau war aus Holz, dessen Bauzeit ist unbekannt. Um 1200 wurde der Kirchturm als Wehrturm angebaut. später wurde das heutige steinerne Kirchenschiff angefügt. Das Kruzifix ist von 1300, die Taufschale von 1487 und die übrige Innenausstattung von 1698. Der Turm erhielt 1819 ein neues Dach und die heutige Turmbekrönung. Die großen Rundbogenfenster wurden 1868 eingebaut. |
|      | Ringelheim      | römisch-katholisch                      | Klosterkirche St. Abdon und Sennen                         | 52.03497 10.31069 | Ein Vorgängerbau wurde mit der Klostergründung 941 errichtet. 1485–1504 Bau des heutigen gotischen Chores. 1596 wurden nach einem Großbrand Turm und Kapellen abgerissen. Der Wiederaufbau wurde erst 1694 begonnen, dabei wurden Langhaus und Chor erhöht. Anstelle des ehemaligen Westturmes erhielt die Kirche 1730 die heutige Barockfassade. Der Kirchenraum wurde 1796 durch Abt Godehard Arnoldi im frühklassizistischen Stil umgebaut. Bedeutendstes Stück des Kirchenschatzes ist das „Ringelheimer Kreuz“, eine Stiftung des Bischofs Bernhard um das Jahr 1000. Das Original hängt heute im Dommuseum Hildesheim, die Kirche erhielt 1993/94 eine Kopie. |
|      | Salder          | evangelisch-lutherisch                  | Schlosskirche St. Maria Magdalena                          | 52.1381 10.3367   | Eine Vorgängerkirche, deren Baujahr unbekannt ist, wurde wegen Bauschäden 1710 aufgegeben. Bau der heutigen Schlosskirche 1713–1717 durch Johann Caspar von Völcker. Der Grundriss hat die Form eines Kreuzes, dessen nördlicher und südlicher Arm verkürzt sind. Das westlich und etwas abseits stehende Glockenhaus wurde 1768–1769 in Fachwerkbauweise errichtet. |
|      | Salzgitter-Bad  | evangelisch-lutherisch                  | Gnadenkirche                                               | 52.07297 10.37073 | Im Bereich der Wald-, Tal- und Beamtensiedlung im Norden von Salzgitter-Bad wurden anfänglich die Gottesdienste in einer Baracke der Waldschule, ab 1956 im Vorraum der Schule, abgehalten. 1957 wurde der Bau einer eigenen Kirche gegenüber der Waldschule begonnen, die im Herbst 1958 eingeweiht wurde. Der Glockenturm steht etwas abseits und ist durch einen überdachten Gang mit dem Kirchenschiff verbunden. |
|      | Salzgitter-Bad  | evangelisch-lutherisch                  | Kirche Heilige-Dreifaltigkeit                              | 52.04367 10.38644 | Durch das Anwachsen der Bevölkerung im Süden des Ortes war der Bau eines Gemeindezentrums notwendig geworden. Das Kirchenzentrum mit dem 55 m hohen und weit sichtbaren Glockenturm wurde 1965 bis 1967 erbaut. Die Anlage wurde aus Stahlbeton gebaut, der sechseckige Kirchenraum bietet Platz für etwa 280 Besucher. |
|      | Salzgitter-Bad  | evangelisch-lutherisch                  | Martin-Luther-Kirche                                       | 52.05677 10.3703  | Vorgängerin war die St.-Nikolai-Kirche in Kniestedt. Da diese nach dem Aufbau der Wohnsiedlungen in Salzgitter-Bad zu klein geworden war, wurde 1954 am Martin-Luther-Platz ein neues Gemeindezentrum gebaut. Die neue Kirche wurde im Mai 1966 eingeweiht. Die Gemeinde nahm später den Namen ""Noah-Kirchengemeinde"" an, zu dieser gehört auch die Gnadenkirche. |
|      | Salzgitter-Bad  | evangelisch-lutherisch                  | St.-Mariae-Jakobi-Kirche                                   | 52.04761 10.37271 | Die auch als „Altstadtkirche“ bekannte Kirche wurde nach 1480 als Ersatz für die beiden während der Hildesheimer Bierfehde zerstörten Kirchen „St. Marien“ am Marienplatz und „St. Jakobus“ in Vöppstedt gebaut. Der weitaus ältere Turm war als Wehrturm in die sich anschließende Wallmauer der Stadt integriert. Die Kirche wurde mehrfach umgebaut, der Innenraum erhielt 1988 seine heutige Gestaltung. Die älteste der drei Glocken stammt aus der Bauzeit der Kirche, deren Inschrift mit der Jahreszahl 1481 erinnert an die Zerstörung der beiden Vorgängerkirchen.                                                                                        |
|      | Salzgitter-Bad  | evangelisch-freikirchlich (baptistisch) | Erlöserkirche                                              | 52.05536 10.37343 | Der Sitz der Gemeinde wurde 1858 von Othfresen nach Salzgitter-Bad verlegt, die Versammlungen fanden im Haus des ersten Priesters statt. Zeitweilig war die Gemeinde mit Einbeck vereinigt und wurde 1961 wieder selbständig. 1957 wurde das heutige Grundstück erworben und im Mai 1960 das neue Gotteshaus geweiht. Nach dem Zusammenschluss mit der Baptistengemeinde in Lebenstedt wurde zwischen 2004 und 2006 die heutige Kirche erbaut. |
|      | Salzgitter-Bad  | Islamische Gemeinde                     | Moschee der Türkischen islamische Gemeinde (DITIB)         | 52.04885 10.36611 | Der Türkisch Islamische Kultur Verein Salzgitter-Bad e.V. (DITIB) wurde 1987 gegründet. Die Moschee in der Braunschweiger Straße wurde 2007 erbaut. |
|      | Salzgitter-Bad  | neuapostolisch                          | Neuapostolische Kirche                                     | 52.05173 10.37107 | Die Neuapostolische Gemeinde von Salzgitter-Bad wurde 1937 gegründet. Die Kirche wurde 1951 erbaut, 1983 erhielt das Gebäude sein heutiges Aussehen. Im „Großen Saal“ im Obergeschoss finden 350 Personen Platz. Im Untergeschoss sind Funktionsräume und ein „Kleiner Saal“ untergebracht. |
|      | Salzgitter-Bad  | römisch-katholisch                      | Christ-König-Kirche                                        | 52.06319 10.3696  | Nach Ende des Zweiten Weltkriegs wuchs die katholische Gemeinde in Salzgitter-Bad so stark an, dass zusätzliche Gottesdienste in verschiedenen Schulen gehalten wurden. 1951 konnte ein Grundstück erworben werden und es wurde zunächst ein Pfarr- und Jugendheim errichtet. Die neue Kirche wurde im Oktober 1960 geweiht. 1961 wurde die Christ-König-Gemeinde selbstständig, zu ihrem Bereich gehören die Siedlungen nördlich der Braunschweiger Straße. |
|      | Salzgitter-Bad  | römisch-katholisch                      | St.-Marien-Kirche                                          | 52.04775 10.37454 | Eine erste Marienkirche im heutigen Salzgitter-Bad stammt aus dem 15. Jahrhundert, diese wurde während der Hildesheimer Bierfehde um 1481 zerstört und nicht wieder aufgebaut. Seit 1833 gibt es in Salzgitter eine katholische Gemeinde, die Gottesdienste fanden zuerst in der Schule von Kniestedt und ab 1854 im ehemaligen Witwenhaus der Familie von Kniestedt statt. Der Bau der heutigen Kirche im Stil einer neuromanischen dreischiffigen Basilika wurde im November 1889 geweiht. Das Kupferdach des Kirchturms wurde 1928 angebracht, zum 100. Jubiläum wurde die Kirche 1988 umfangreich renoviert.                                                    |
|      | Sauingen        | evangelisch-lutherisch                  | St.-Paulus-Kirche                                          | 52.19102 10.4124  | Eine erste Kirche wurde bereits Anfang des 11. Jh. erwähnt. Die Bauzeit des Turms und des später angebauten Kirchengebäudes ist nicht bekannt. Im 17. Jh. wurden anstelle der kleinen gotischen Spitzbogenfenster größere Fenster eingebaut. Die heutige Gestalt erhielt die Kirche bei der Renovierung 1803, dabei wurde an der Westseite des Turms ein neuer Eingang geschaffen. |
|      | Thiede          | evangelisch-lutherisch                  | St.-Georg-Kirche                                           | 52.18386 10.48586 | Die Bauzeit der Kirche ist unbekannt. Der westliche Teil des Kirchenschiffes ist romanischen Ursprungs, der östliche Teil ist in frühgotischer Zeit entstanden. Die großen Fenster wurden 1779 eingebaut. Das Kirchenschiff ist aus Bruchsteinen gemauert, der 1858 gebaute Turm aus behauenen Quadern. Der Eingang zur Kirche befindet sich an der Nordseite des Turmes. 1970/71 wurde die Kirche grundlegend renoviert und erhielt ihre heutige Inneneinrichtung. |
|      | Thiede          | evangelisch-lutherisch                  | Stiftskirche Steterburg                                    | 52.19359 10.47333 | Der Vorgängerbau von 1070 wurde um 1160 wegen Baufälligkeit abgerissen. Der Bau einer zweiten Kirche wurde 1165 begonnen, diese wurde im 30-jährigen Krieg stark beschädigt. Die heutige Barockkirche des 1938 aufgelösten Stiftes wurde 1751 bis 1758 neu aufgebaut. Bis 1980 trug die Kirche den Namen „St. Christophorus und St. Jacobus minor“, seitdem trägt sie den ehemaligen Ortsnamen. |
|      | Thiede          | Islamische Gemeinde                     | Imam-Ali-Moschee                                           |                   | Moschee in Steterburg |
|      | Thiede          | römisch-katholisch                      | St.-Bernward-Kirche                                        | 52.1886 10.46388  | Seit 1926 fanden in Thiede die katholischen Gottesdienste im ehemaligen Inspektorenhaus des Kaliwerks Thiederhall statt (später Joseph Müller Haus). Die heutige Kirche wurde 1953 errichtet, der Kirchturm 1959 angebaut. Der Kirche wurde 1954/55 ein Redemptoristenkloster angeschlossen, das 1982/83 ein neues Gebäude erhielt. |
|      | Üfingen         | evangelisch-lutherisch                  | Dorfkirche                                                 | 52.20158 10.41076 | Erste Erwähnungen eines Pfarrers in Üfingen stammen von 1260 und 1299. Über die alte Kirche wurde erstmals 1729 berichtet, damals wurde das Kirchengebäude und der Chor wegen Baufälligkeit abgerissen und als Fachwerkbau neu gebaut. Glockenhaus und Dachreiter wurde um 1840 aufgesetzt. Der Innenraum wurde 1971 neu gestaltet, 1998/99 wurde in der Kirche ein Gemeinderaum geschaffen. |
|      | Watenstedt      | evangelisch-lutherisch                  | Dorfkirche                                                 | 52.14762 10.40781 | Der heutige Kirchturm wurde um 1000 als Wehrturm erbaut, ein Kirchenschiff wurde um 1300 angebaut. 1803 erhielt der Kirchturm eine Uhr, 1852/53 eine Orgel. Am 18. März 1945 wurden Dachstuhl und Decke des Kirchenschiffs zerstört und wurden bis Dezember 1947 wieder instand gesetzt. 1968 bis 1970 wurde die Kirche umfangreich renoviert. |
|      | Watenstedt      | Islamische Gemeinde                     | Treffpunkt der Islamischen Gemeinschaft Milli Görüs (IGMG) | 52.14626 10.40919 | |

## Ehemalige Kirchengebäude
| Bild | Stadtteil      | Konfession                                      | Name                            | Lage               | Kurzbeschreibung |
| ---- | -------------- | ----------------------------------------------- | ------------------------------- | ------------------ | --- |
|      | Barum          | Neuapostolische Kirche                          | Neuapostolische Kirche          | 52.11961 10.42056  | Die Barumer Gemeinde wurde 1909 gegründet. Die Gottesdienste fanden in wechselnden Räumlichkeiten statt. Das Kirchengrundstück wurde 1950 erworben, eine eigene Kirche konnte im Juni 1973 eingeweiht werden. Die Kirche ist seit etwa 2003 geschlossen. |
|      | Flachstöckheim | römisch-katholisch                              | St. Pius und St. Barbara Kirche | 52.08915 10.43698  | Katholische Gemeinde wurde 1938 gegründet, anfangs fanden Notgottesdienste in Gaststätten und Ladenlokalen statt. Bau von Kirche und Pfarrhaus 1958/59. Die Kirche wurde 2008 profaniert, die Gebäude 2009 abgerissen. |
|      | Gebhardshagen  | Neuapostolische Kirche                          | Neuapostolische Kirche          | 52.10818 10.35801  | Seit 1948 Gottesdienste in Gebhardshagen, seit 1952 in der Grundschule. Im Mai 1972 Einweihung des neuen Kirchengebäudes am Zwölfackerweg. Die Kirche wurde Ende 2007 geschlossen. |
|      | Heerte         | römisch-katholisch                              | Kath. Notkapelle                |                    | Zwischen 1945 und 1990 wurden in Heerte kath. Gottesdienste in wechselnden Räumlichkeiten abgehalten. Ein Plan zum Bau einer eigenen Kapelle wurde nicht umgesetzt. |
|      | Hohenrode      | römisch-katholisch                              | Margarethenkapelle              |                    | Der einzige Hinweis auf ein frühes Kirchengebäude in Hohenrode findet sich in einem Visitationsbericht von 1571, in dem eine Margarethenkapelle erwähnt. Diese war aber schon verfallen, so dass die Leute aus Hohenrode zur Kirche in Gitter gehen mussten. Im Ort gibt es seitdem keine Kirche. |
|      | Lebenstedt     | evangelisch-lutherisch                          | St.-Matthäus-Kirche             | 52.16638 10.3245   | Die St.-Matthäus-Gemeinde wurde zum 1. Oktober 1961 eigenständig. Der Bau der Kirche wurde im Juli 1964 begonnen, geweiht wurde die Kirche im April 1968. Der Stahlbetonbau wird durch einen wuchtigen großen Glockenturm beherrscht. Wegen hoher Sanierungskosten wurde 2007 Aufgabe und Abriss diskutiert, aber nicht umgesetzt. Gottesdienste finden nicht mehr statt, die Kirchengemeinde wird durch Apostelgemeinde (Kirchen St. Paulus und St. Markus) betreut. Am 24. September 2016 erfolgte die Entwidmung der Kirche, noch im gleichen Jahr wurde sie an privat verkauft. Zurzeit (2022) erfolgt der Umbau zu einer Boxarena des Box Clubs Tigers Salzgitter e.V. |
|      | Lebenstedt     | Evangelisch-Freikirchliche Gemeinde (Baptisten) | Christuskirche                  | 52.15851 10.33653  | Die Braunschweiger Zweiggemeinde der Baptisten in Lebenstedt wurde 1945 gegründet. Ein eigenes Gotteshaus wurde am 1. Adventssonntag 1962 eingeweiht. 2002 wurde die Gemeinde Lebenstedt mit der in Salzgitter-Bad zusammengelegt, das Lebenstedter Gebäude wurde verkauft. |
|      | Lebenstedt     | römisch-katholisch                              | St.-Elisabeth-Kirche            | 52.16172 10.31762  | Die Gemeindegottesdienste fanden anfänglich in der Aula der Goetheschule statt. Der Bau der Kirche wurde 1967 begonnen, das Gebäude im Dezember 1969 geweiht. 1973 wurde die St.-Elisabeth-Gemeinde selbständig. Die drei Glocken der Kirche wurden 1988 geweiht. Am 3. Juli 2008 wurde die Kirche profaniert, die weitere Verwendung des Gebäudes ist ungewiss. |
|      | Lesse          | römisch-katholisch                              | Marienkapelle                   | 52.16047 10.25865  | Die Kapelle im Obergeschoss eines Hauses in der Lütge Straße (damals Kleine Straße) wurde zum Erntedankfest 1949 geweiht, Gottesdienste fanden im Wechsel mit Burgdorf statt. Die Kapelle wurde vor 1987 aufgegeben. Lesse gehört heute zur Pfarrgemeinde St. Maximilian M. Kolbe in Salzgitter-Lebenstedt |
|      | Salzgitter-Bad | evangelisch-lutherisch                          | Kniestedter Kirche              | 52.05233 10.37565  | Die „St.-Nikolai-Kirche“, so der eigentliche Name der Kirche, wurde im 11. oder 12. Jh. am südlichen Ortsrand von Kniestedt gebaut. Das aus Bruchstein gemauerte Gebäude wurde 1814/15 umfassend erneuert. Als die Kirchengemeinde nach 1938 zu groß wurde, baute man 1954 am Martin-Luther-Platz ein neues Gemeindezentrum und daneben 1966 eine neue Kirche. 1972 wurde die St.-Nikolai-Kirche aufgegeben und später von der Stadt Salzgitter übernommen. Das Gebäude wird seit 1985 für kulturelle Veranstaltungen genutzt. |
|      | Salzgitter-Bad |                                                 | Vöppstedter Ruine               | 52.04645 10.37881  | Ehemalige St.-Marien-Kirche des im 14. Jh. verlassenen Ortes Vöppstedt. Diese wurde im 12. Jh. erstmals erwähnt, während der Hildesheimer Bierfehde um 1281 zerstört und nach 1591 als Totenkapelle neu erbaut. 1807 wurde die Kirche durch napoleonische Truppen besetzt und als Magazin und Militärgefängnis genutzt. Heute ist die Ruine eine Gedenkstätte für die Opfer von Kriegen und Gewalt. |
|      | Salzgitter-Bad | Zeugen Jehovas                                  | Königreichssaal                 | 52.04491 10.3684   | Erste Zusammenkünfte der Zeugen Jehovas in Salzgitter-Bad gibt es seit 1946. Die Treffen fanden anfänglich in Schulen und später im alten Salinengebäude (am Marktplatz) statt. Der in der Tillystraße gelegene Königreichssaal wurde 1982 eingeweiht. Im September 2016 wurde der Saal aufgegeben. |
|      | Thiede         | Neuapostolische Kirche                          | Neuapostolische Kirche          | 52.18788 10.48143  | Versammlungen fanden seit 1897 statt. Zunächst wurden verschiedene gemietete Räume genutzt. 1966 wurde ein eigener Kirchenbau eingeweiht. Die Kirche wurde 2010 geschlossen, das Gebäude wurde 2014 abgerissen. |
|      | Thiede         | römisch-katholisch                              | St.-Georg-Kapelle               | 52.17844 10.48916  | 1926 wurde diese Kapelle im ehemaligen Inspektorenhaus des Kaliwerks Thiederhall eingerichtet. Seit 1946 wird das Gebäude nach dem 1926 bis 1932 in Thiede tätigen Kaplan Joseph Müller benannt. Die Kapelle wurde 2004 profaniert, das Haus befindet sich heute in Privatbesitz. |
|      | Watenstedt     | römisch-katholisch                              | Annakirche                      | 52.14891 10.407724 | Die Pfarrvikarie wurde 1939 gegründet, Gottesdienste fanden in verschiedenen Räumlichkeiten statt. Nach 1945 wurde eine Baracke umgebaut und genutzt. Die Annakirche, ein Gebäude aus Fertigteilen mit einem freistehenden Glockenturm, wurde 1960 eingeweiht. Die Gottesdienste wurden 1989 eingestellt und die Kirche später abgerissen. |